# Sabrina Qunaj
Sabrina Qunaj (* 1986 in Bruck an der Mur) ist eine österreichische Schriftstellerin.

## Leben
Sabrina Qunaj wuchs in Mürzzuschlag im steirischen Mürztal auf. Nach der Matura an der Handelsakademie arbeitete sie als Studentenbetreuerin in einem internationalen College für Tourismus, ehe sie eine Familie gründete und das Schreiben zum Beruf machte.
Die Autorin lebt mit ihrem Mann und ihren beiden Kindern in der Steiermark.

## Werke
Sabrina Qunaj schreibt Fantasy-Romane für Jugendliche und Erwachsene, historische Romane, sowie Kinderbücher. Unter dem Pseudonym Ella Simon veröffentlicht sie Liebesromane und unter Ella Adams New Adult Romane.

### Als Sabrina Qunaj
Elvion-Reihe
- Elfenmagie. Roman, Aufbau Taschenbuch, Berlin 2012, ISBN 978-3-7466-2738-0.
- Elfenkrieg. Roman, Aufbau Taschenbuch, Berlin 2012, ISBN 978-3-7466-2837-0.
- Elfenmeer-Der Korallenfürst. Kurzgeschichte, Aufbau Taschenbuch, Berlin 2014. (Kostenloses E-Book, Vorgeschichte zum dritten Band.)
- Elfenmeer. Roman, Aufbau Taschenbuch, Berlin 2014, ISBN 978-3-7466-3019-9.

Emily & Damian – Die Teufel-Reihe
- Teufelsherz. Jugendliteratur, Bastei Lübbe Baumhaus Taschenbuch, Köln 2012, ISBN 978-3-8432-1043-0.
- Teufelstod. Jugendliteratur, Bastei Lübbe Baumhaus Taschenbuch, Köln 2013, ISBN 978-3-8432-1066-9.

Geraldines-Reihe
- Die Tochter des letzten Königs. Roman, Goldmann Verlag, München 2014, ISBN 978-3-442-47988-7.
- Das Blut der Rebellin. Roman, Goldmann Verlag, München 2015, ISBN 978-3-442-47989-4.
- Der Ritter der Könige. Roman, Goldmann Verlag, München 2016, ISBN 978-3-442-48372-3.
- Die fremde Prinzessin. Roman, Goldmann Verlag, München 2018, ISBN 978-3-442-48592-5.

Wales-Reihe
- Die Tochter der Drachenkrone, Roman, Aufbau Taschenbuch, Berlin 2024, ISBN 978-3746641249
- Das Erbe der Drachenkrone, Roman, Aufbau Taschenbuch, Berlin 2025, ISBN 978-3746641256

Hearts & Horses Reihe
- Hearts & Horses - Reiten, Rockstar und das große Glück, Kinderliteratur, cbj Verlag, München 2025, ISBN 978-3570182819

Einzelwerke
- Sternensommer. Jugendliteratur, Impress (Carlsen Verlag), Hamburg 2014, ISBN 978-3-646-60060-5.
- Der erste König. Historischer Roman, Goldmann Verlag, München 2020, ISBN 978-3-442-48852-0.

Anthologiebeiträge
- Die Köche: Die Speisekammer des Schreckens, Ulrich Burger Verlag, 2012, ISBN 978-3943378054
- Die Götter des Imperiums, Verlag Torsten Low, Meitingen 2014, ISBN 978-3940036254

### Als Ella Simon
- Ein Gefühl wie warmer Sommerregen. Roman, Goldmann Verlag, München 2016, ISBN 978-3-442-48383-9.
- Das Leuchten einer Sommernacht. Roman, Goldmann Verlag, München 2017, ISBN 978-3-442-48591-8.
- Bis wir wieder fliegen. Roman, Goldmann Verlag, München 2019, ISBN 978-3-442-48851-3.

### Als Ella Adams
- The Way We Kiss, Roman, Goldmann Verlag, München 2023, ISBN 978-3442492589
- The Way We Love, Roman, Goldmann Verlag, München 2024, ISBN 978-3442492596